# Mysis litoralis
Mysis litoralis is een aasgarnalensoort uit de familie van de Mysidae. De wetenschappelijke naam van de soort is, als Pugetomysis litoralis, voor het eerst geldig gepubliceerd in 1948 door Banner.